# Łzy Cennet
Łzy Cennet (tur. Cennet’in Gözyaşları) – turecki serial telewizyjny produkowany w latach 2017–2018 dla stacji ATV. W rolach głównych występują Almila Ada oraz Berk Atan.
W Polsce serial emitowany był od 28 sierpnia 2018 do 18 lutego 2019 na antenie TVP2.

## Fabuła
Serial jest adaptacją koreańskiego serialu Tears of Heaven (Łzy Nieba). Bohaterką jest Cennet (Almila Ada), która w dzieciństwie została porzucona przez matkę i wychowana przez babcię. Gdy po latach udaje się jej skończyć z wyróżnieniem architekturę, rozpoczyna pracę w prestiżowej firmie budowlanej. Okazuje się, że pracuje tam też przystojny Selim (Berk Atan), z którym Cennet od razu czuje nić sympatii. Arzu (Esra Ronabar) – matka jej koleżanki, Melisy (Zehra Yilmaz) pragnie przeszkodzić temu związkowi, gdyż Selima zaplanowała już na swojego zięcia.

## Obsada
| Aktor           | Rola            |
| --------------- | --------------- |
| Almila Ada      | Cennet Yilmaz   |
| Berk Atan       | Selim Arisoy    |
| Esra Ronabar    | Arzu Soyer      |
| Güler Ökten     | Mukaddes Yilmaz |
| Zehra Yilmaz    | Melisa Soyer    |
| Hazim Körmükcü  | Mahir Soyer     |
| Yusuf Akgün     | Orhan Soyer     |
| Ebru Nil Aydin  | Sema Soyer      |
| Ali Ipin        | Riza Soyer      |
| Sencan Güleryüz | Cengiz Arisoy   |
| Çiçek Acar      | Nilgun Arisoy   |
| Ebru Destan     | Özlem Arisoy    |
| Süeda Çil       | Suna Gürsu      |
| Sude Naz Yazici | Beste           |
| Oktay Çubuk     | Omer Gürsu      |
| Devrim Saltoğlu | Kaya Demiroz    |

## Wersja polska
Wersja polska: Master Film na zlecenie TVP2

Tekst:
- Wojciech Szymański (odc. 1),
- Dariusz Paprocki (odc. 2-36)

Czytał: Krzysztof Wakuliński